# 이스즈 갈라 미오

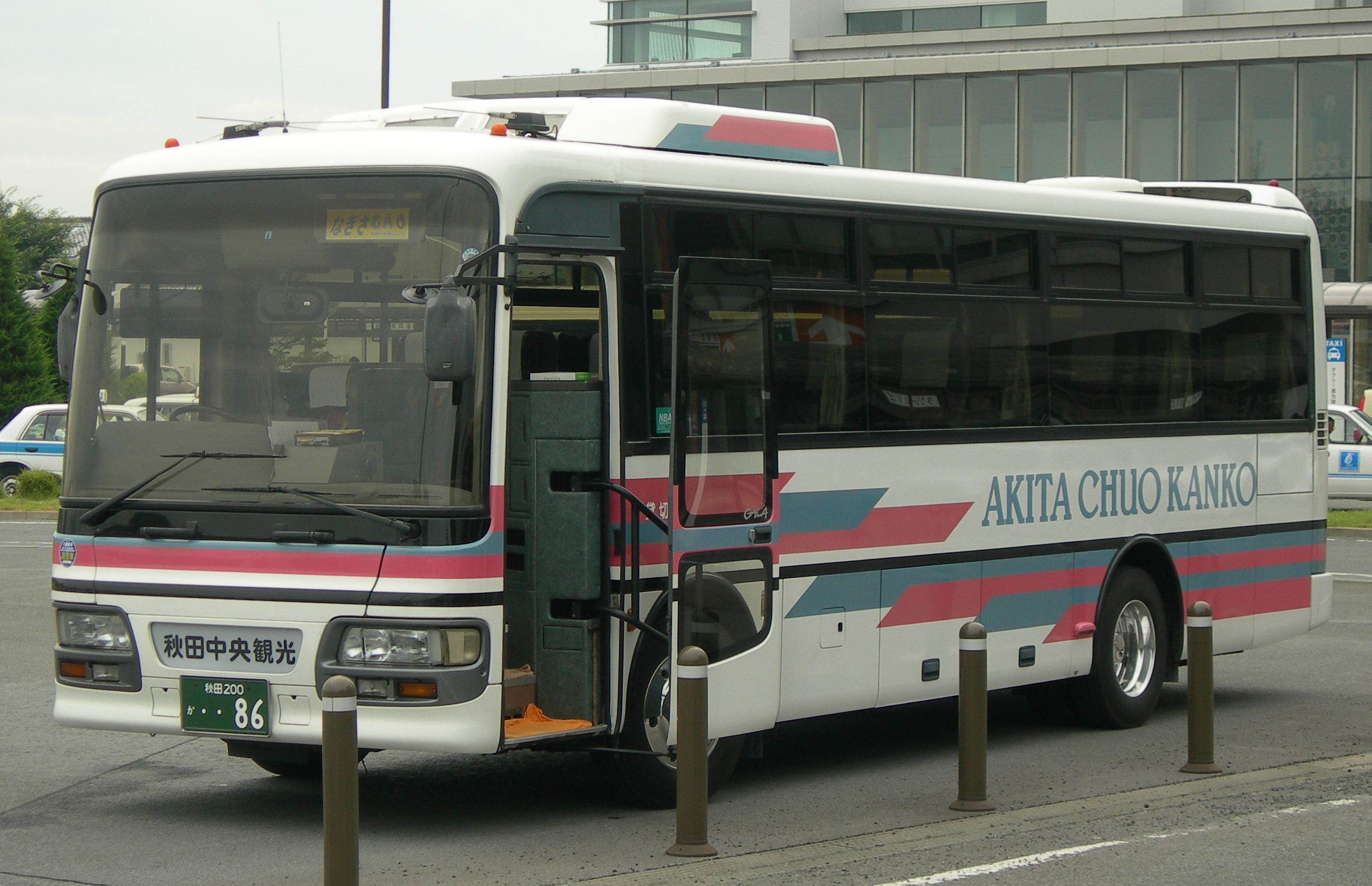
이스즈 갈라 미오

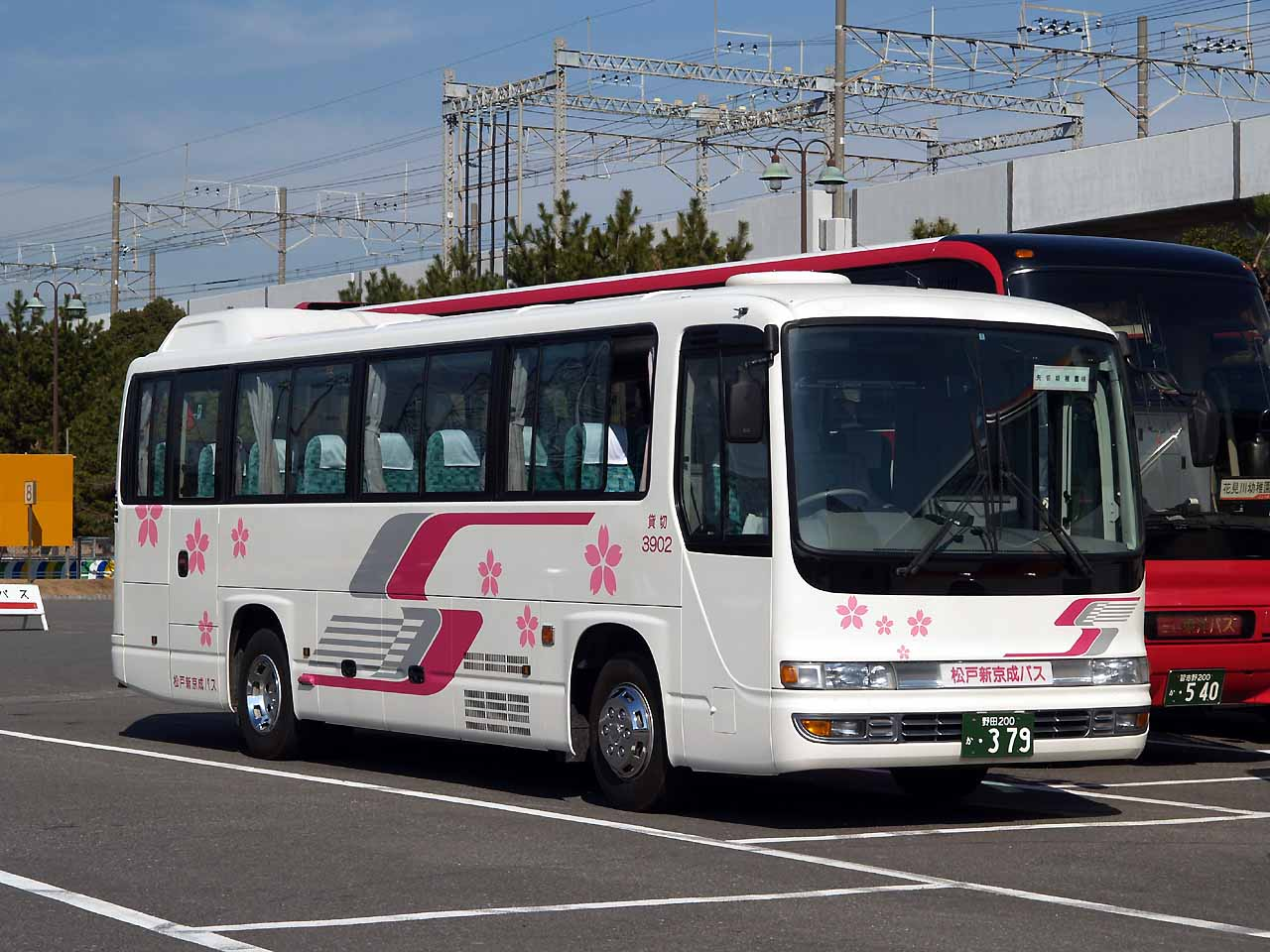
이스즈 갈라 미오 2세대

이스즈 갈라 미오(영어: Isuzu Gala Mio, 일본어: いすゞ・ガーラミオ 이스즈 가아라 미오[*])는 일본 이스즈 자동차가 만든 대형 버스 차량으로 1999년에 저니 K계의 후속으로 출시했고, 2004년에 히노 멜파 모델과 통합되면서 현재에 이르고 있다.

## 같이 보기
- 히노 멜파
- 이스즈 엘가 미오